# Luc Noppen
 (novembre 2011).
Si vous disposez d'ouvrages ou d'articles de référence ou si vous connaissez des sites web de qualité traitant du thème abordé ici, merci de compléter l'article en donnant les références utiles à sa vérifiabilité et en les liant à la section « Notes et références ».
Luc Noppen (5 mars 1949 -) est un historien d'architecture et un professeur québécois, né en belgique, fondateur de la Chaire de recherche du Canada en patrimoine urbain de l'École des Sciences de la Gestion de l'Université du Québec à Montréal et titulaire de celle-ci de 2001 à 2015. Il a auparavant exercé au titre de professeur en histoire de l'art, puis à l'École d'Architecture de l'Université Laval,. Le professeur Noppen a légué à l'Université Laval les assises,la rhétorique et l'argumentation d'une histoire de l'architecture qui est encore enseignée de nos jours.
Il est un spécialiste de l'architecture et du patrimoine du Québec et s'est notamment fait connaître pour son travail sur les églises. Il a ainsi d'abord œuvré à caractériser l'architecture religieuse, puis s'est engagé dans la conservation et la mise en valeur de ce patrimoine particulièrement menacé avec l'accélération de la désaffectation des traditions religieuses historiques. Il a mis en place plusieurs initiatives internationales, dont de nombreux colloques et séminaire, et compte parmi les membres fondateurs de Future for Religious Heritage.
Fondateur de la revue Continuité, membre du Centre de recherche Cultures Arts Sociétés (CELAT).

## Publications[2]
- Les églises du Québec 1600-1850, 1978
- Québec: Trois siècles d'architecture, L'hôtel du Parlement et les églises du Québec (1600-1850), 1986
- Québec de roc et de pierres, la capitale en architecture, 1998
- Patrimoines modernes, 2004
- Les églises du Québec. Un patrimoine à réinventer, 2005
- Quel avenir pour quelles églises ? / What Future for Which Churches, 2006
- Des couvents en héritage / Religious Houses: A Legacy, 2015

## Récompenses et distinctions
- 1987 : Prix Robert-Lionel Séguin
- 1994 : Membre de la société royale du Canada
- 1997 : Bourse Killam (Conseil des arts du Canada)
- 1999 :  Prix Gérard-Morisset (Gouvernement du Québec)[3]
- 1999 : Personnalité de la semaine de La Presse
- 2006 : Prix Thomas-Baillairgé (Ordre des architectes du Québec)
- 2010 : Doctorat honoris causa de l'Université Saint-Étienne